# ملعب تشارلز كونان باني
ملعب تشارلز كونان باني هو ملعب كرة قدم يقع في مدينة ياموسوكرو، ساحل العاج.يستوعب الملعب 20 ألف مشجع.